# Ynglinge

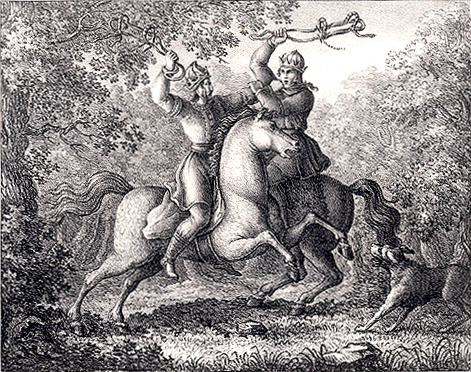
Alrek en Eirík

Het huis Ynglinge is het oudste koninklijke geslacht in Noorwegen en Zweden. Volgens de Heimskringla van Snorri Sturluson lag zijn oorsprong bij de goden, meer bepaald Freyr die ook Ingvi wordt genoemd. De geschiedenis van dit geslacht is te vinden in de eerste saga in de Heimskringla, de Ynglingesaga.
In deze saga is de geschiedenis vastgelegd, vanaf Odin via de koningen van het geslacht Ynglinge tot Halfdan de Zwarte en de koningen afkomstig van Harald Veelhaar tot aan het eind van de regering van Magnus V Erlingsson.
Volgens Snorri had dit geslacht zijn basis in de huidige Noorse provincie Vestfold, nader bepaald de plaats Borre.
Naderhand namen de lokale koningen uit dit geslacht de rijken van andere koningen over, dit deed  hun macht toenemen. Een voorbeeld hiervan is het district Romerike. Halvdan Kvitbein nam het bestuur van dit gebied over in zijn regeringstijd (ca. 730-770).

## Noorse koningen

### Het geslacht Haarfagre
| ca. 880-931 | Harald I Veelhaar/Mooihaar (Hårfagre)                         |
| 931-933     | Erik I (Eirik Haraldsson) Bloedbijl (Blodøks)                 |
| 933-961     | Haakon I de Goede (Haraldsson) Adalsteinsfostre               |
| 961-974     | Harald II (Eriksson) Grijshuid (als in schaapshuid) (Gråfell) |
| 995-999     | Olaf I (Olav Tryggvason)                                      |
| 1015-1028   | Olaf II (Haraldsson) de Heilige                               |
| 1035-1046   | Magnus I (Olafsson) de Goede                                  |
| 1045-1066   | Harald III (Sigurdsson) Harderegent (Hardråde)                |
| 1066-1069   | Magnus II Haraldsson                                          |
| 1066-1093   | Olaf III (Haraldsson) Kyrre (de zwijgzame)                    |
| 1093-1094   | Haakon Magnusson Toresfostre                                  |
| 1093-1103   | Magnus III (Olafsson) Barrevoets (Berrføtt)                   |
| 1103-1115   | Olaf Magnusson                                                |
| 1103-1123   | Øystein I Magnusson                                           |
| 1103-1130   | Sigurd I (Magnusson) de Jeruzalemganger (Jorsalfar)           |
| 1130-1134   | Magnus IV (Sigurdsson) de Blinde                              |
| 1130-1136   | Harald IV Gille                                               |
| 1136-1155   | Sigurd Mond (Munn)                                            |
| 1136-1161   | Inge I (Haraldsson) Kromrug (Krokrygg)                        |
| 1142-1157   | Øystein II Haraldsson                                         |
| 1157-1162   | Haakon II (Sigurdsson) Breedschouder (Herdebrei)              |
| 1161-1184   | Magnus V Erlingsson                                           |

### Het geslacht Sverre
| 1177-1202 | Sverre Sigurdsson                                |
| 1202-1204 | Haakon III Sverreson                             |
| 1204-1217 | Inge II Baardsson                                |
| 1204-1204 | Guttorm Sigurdsson                               |
| 1207-1217 | Filippus Simonsson                               |
| 1217-1263 | Haakon IV Haakonsson                             |
| 1263-1280 | Magnus VI (Haakonsson) Wetverbeteraar (Lagabøte) |
| 1280-1299 | Erik II Magnusson                                |
| 1299-1319 | Haakon V Magnusson (de oudere)                   |